# Shahrestān-e Mehrān
Shahrestān-e Mehrān (persiska: شهرستان مهران, مهران) är en delprovins (shahrestan) i Iran.   Den ligger i provinsen Ilam, i den västra delen av landet, 600 km sydväst om huvudstaden Teheran.
Delprovinsen hade 29 797 invånare 2016.